# Patatas panaderas

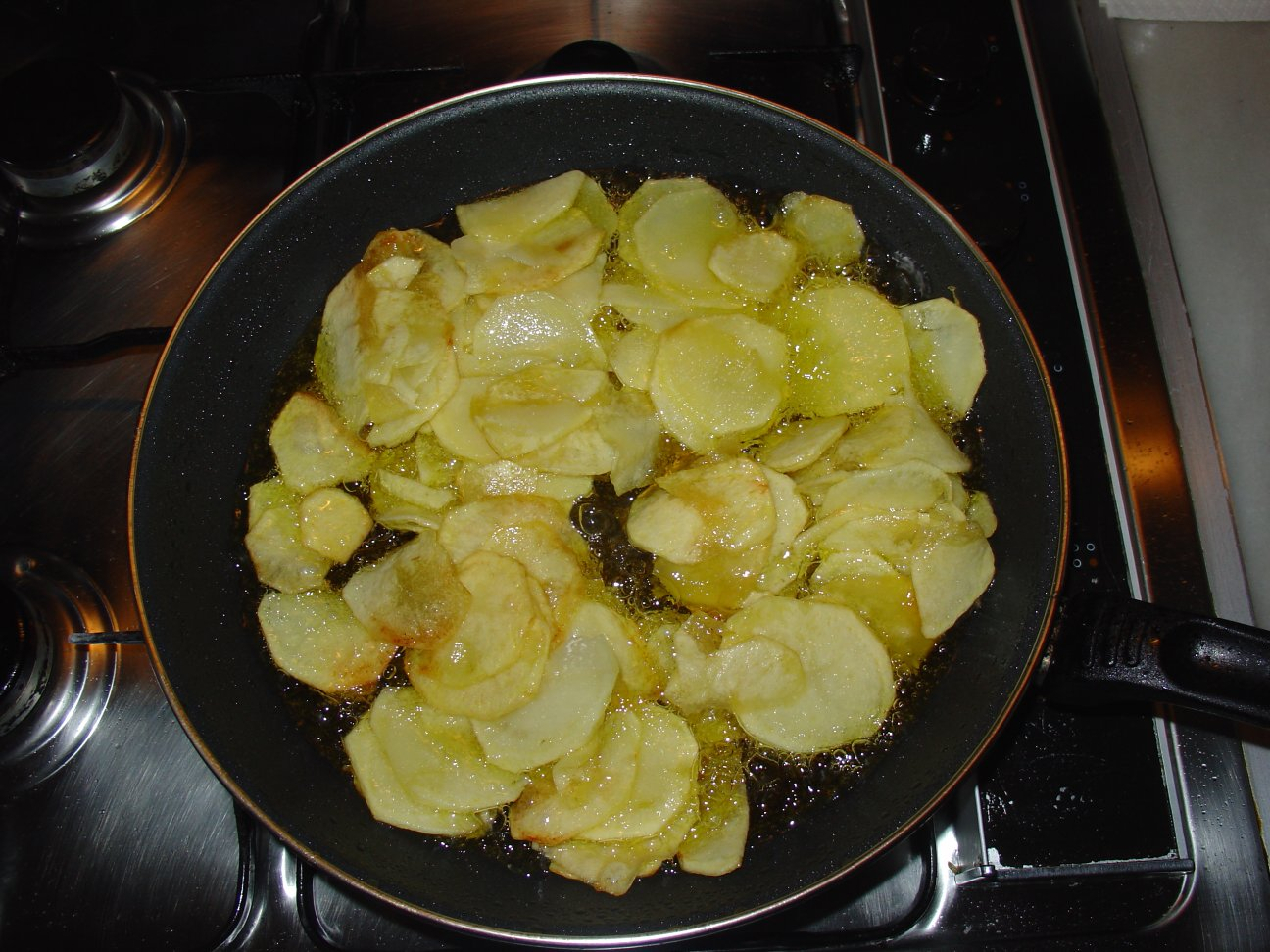
Patatas cortadas en panadera, friéndose para elaborar una tortilla de patatas.

Las patatas panaderas, a veces patatas panadera o patatas en rodajas, tienen su origen en la receta francesa de Pommes de terre à la Boulangère, según indica la Marquesa de Parabere, es un corte especial de patatas en rodajas de un fino grosor y cocinadas generalmente al horno (de ahí su denominación).
Otras fuentes, que citan a Sito[¿quién?][cita requerida] o de Abalo[¿quién?][cita requerida], dicen que las patatas panaderas simplemente son las cortadas en rodajas; según él, de "no mucho espesor".
Se suele emplear como una guarnición en la cocina española, para una carne al horno, una dorada a la sal, el socorrido pollo asado o un delicioso cordero asado.
A veces se suelen emplear para cocinar algunos platos como pescado (usadas como cama en las sartenes),
En otras ocasiones elaboran en aceite a baja temperatura (confitar) para elaborar platos como la tortilla de patatas o la paisana.

## Características
Las patatas suelen cortarse perpendicularmente a su eje longitudinal. Los grosores pueden ir desde varios milímetros (tres o cuatro) hasta un centímetro. Se suelen saltear (o pochar), y en algunas ocasiones se acaban en el horno para que queden doradas y secas (remojadas con un poco de vino blanco). A veces se suelen acompañar de pimientos y cebollas cortados en juliana. Cuando se sirven en guarnición a veces se suelen acompañar de ajo y perejil. Crudas suelen emplearse como cama en una sartén para elaborar los filetes de algunos pescados.